# Theodor Hoffmann (Admiral)
Theodor Hoffmann (* 27. Februar 1935 in Gustävel, Landkreis Wismar; † 1. November 2018 in Berlin) war ein Offizier der Volksmarine, zum Zeitpunkt der Abwicklung der NVA 1990 im Dienstgrad Admiral. Er war der letzte Minister für Nationale Verteidigung der DDR, danach Chef der NVA.

## Leben
Theodor Hoffmann war das zweite Kind des Pferdeknechtes Heinrich Hoffmann und seiner Frau Betti. Hoffmann arbeitete von 1949 bis 1951 in der Landwirtschaft und war 1951 bis 1952 hauptamtlicher Pionierleiter.
Im Jahr 1952 trat er als Matrose in die Hauptverwaltung Seepolizei ein, die Vorläuferin der Volksmarine, und besuchte von 1952 bis 1955 die Offizierschule der Volkspolizei See in Stralsund.
Nach dem Studium war er zunächst Wachoffizier auf einem Torpedoschnellboot. Im Jahr 1956 wurde er Mitglied der SED. Von 1956 bis 1959 war er Kommandant eines Torpedoschnellbootes. Von 1960 bis 1963 besuchte er die Seekriegsakademie in Leningrad und schloss dort sein Studium als Diplom-Militärwissenschaftler mit Auszeichnung ab.
Anschließend bekleidete er verschiedene Führungsfunktionen in der 6. Flottille der Volksmarine:
- 1963 bis 1964 Stabschef der Raketenschnellbootbrigade,
- 1964 bis 1968 Chef der Raketenschnellbootbrigade,
- 1968 bis 1971 Stabschef der 6. Flottille
- 1971 bis 1974 Chef der 6. Flottille im Range eines Kapitän zur See.

Im Jahr 1974 wurde er im Kommando der Volksmarine Stellvertreter des Chefs des Stabs der Volksmarine für operative Arbeit und in dieser Funktion 1977 zum Konteradmiral ernannt. 1985 wurde er Stellvertreter des Chefs der Volksmarine und Chef des Stabes, 1987 wurde er Chef der Volksmarine (zugleich Stellvertreter des Ministers für Nationale Verteidigung) und zum Vizeadmiral befördert.
Entsprechend dem Beschluss der Volkskammer der DDR vom 17. November 1989 wurde er auf Grundlage des Befehls 14a/89 des Vorsitzenden des Nationalen Verteidigungsrates am gleichen Tag zum Minister für Nationale Verteidigung der Deutschen Demokratischen Republik ernannt und zum Admiral befördert. Der Ursprungsbefehl 14/89 sah vor, Vizeadmiral Hoffmann zum Generaloberst zu befördern. Dies lehnte er jedoch entschieden ab. So wurde der Befehl umgeschrieben und trug die Nr. 14a/89. Vom 23. April 1990 an bis zum Eintritt in den Vorruhestand am 24. September 1990 übernahm er auf Wunsch des neuen Ministers für Abrüstung und Verteidigung, Rainer Eppelmann, die Funktion des Chefs der NVA. Von 1990 bis 2003 war er als Unternehmensberater tätig.
Hoffmann heiratete im Oktober 1957 Helga Qualo, mit der er zwei Söhne: Norbert (* 1958) und Rene (* 1965) hatte. Hoffmann starb am 1. November 2018 mit 83 Jahren.

## Schriften
- Das letzte Kommando – Ein Minister erinnert sich. E.S. Mittler & Sohn, Herford 1994, ISBN 978-3-8132-0463-6.
- Kommando Ostsee – Vom Matrosen zum Admiral. E.S. Mittler & Sohn, Hamburg 1995, ISBN 978-3-8132-0471-1.
- Zum Geleit. In: Militärakademie 'Friedrich Engels'. Historisch-kritische Nachbetrachtung zum 50. Jahrestag ihrer Gründung. Beiträge zum Kolloquium am 10. Januar 2009 im Rathaus Dresden. (Hrsg.) Dresdener Studiengemeinschaft Sicherheitspolitik (DSS) e. V.: DSS-Arbeitspapiere, Dresden 2009, Heft 95, 42 S. urn:nbn:de:bsz:14-qucosa2-321515
- Hochachtung und Dank für das Geleistete. In: Friedensdenken und Friedensbewegung in Symbiose. Abschlussveranstaltung Dresdener Studiengemeinschaft Sicherheitspolitik, Oktober 2015. (Hrsg.) Dresdener Studiengemeinschaft Sicherheitspolitik (DSS) e. V.: DSS-Arbeitspapiere, Dresden 2015, Heft 116, S. 20 f. urn:nbn:de:bsz:14-qucosa2-327023

## Auszeichnungen
- 1984 Vaterländischer Verdienstorden in Bronze
- 1985 Friedrich-Engels-Preis 2. Klasse
- 1987 Scharnhorst-Orden